# Johann Friedrich Fuchs (Mediziner)
Johann Friedrich Fuchs (* 4. September 1774 in Weißbach; † 8. August 1828 in Jena) war ein deutscher Mediziner, Anatom und Hochschullehrer in Jena und Würzburg.

## Leben
Fuchs hatte seine Bildungsgrundlagen an der Schule in Themar gelegt und 1790 das Gymnasium Schleusingen besucht. Am 30. April 1796 immatrikulierte er sich an der Universität Jena, um philosophische und medizinische Studien zu absolvieren. Hier wurde er Mitglied der lateinischen Gesellschaft in Jena, wurde als Famulus besonders von Justus Christian Loder gefördert und erwarb sich am 27. August 1801 den akademischen Grad eines Doktors der Medizin. Nach Loders Wegzug von Jena übernahm Fuchs 1803 medizinische Vorlesungen an der Jenaer Hochschule. Am 21. Juni 1803 wurde er zum außerordentlichen Professor der Anatomie an die Universität Würzburg berufen und lehrte dort ab 1804 als Nachfolger von Johann Bartholomäus von Siebold Anatomie und Pathologische Anatomie. Im Herbst 1805 kehrte er bereits wieder nach Jena zurück, wo er die dritte ordentliche Professur der Anatomie und den Lehrstuhl für Anthropologie und Veterinärmedizin an der Universität Jena übernahm und den Titel eines Hofrats von Sachsen Weimar erhielt. Seine Nachfolge in Würzburg trat Ignaz Döllinger an.
1811 stieg Fuchs zur zweiten medizinischen Professur und später zur ersten medizinischen Professur auf. Er verfasste Artikel in den Allgemeinen medicinischen Annalen, in dem allgemeinen Anzeiger der Deutschen und über die Tiermedizin. Er wurde Stiftungsmitglied der Gesellschaft für die gesamte Mineralogie in Jena und ihr Sekretär. Fuchs beteiligte sich auch an den organisatorischen Aufgaben der Jenaer Universität; so war er einige Male Dekan der medizinischen Fakultät und in den Wintersemestern 1809, 1811, 1813, 1815, 1819, 1821 Rektor. Im September 1821 wurde er zum Geheimen Hofrat ernannt.
Fuchs wurde 1826 in den Ruhestand versetzt, da er gesundheitlich angeschlagen an einer Nervenschwäche litt. Seine umfangreiche Bibliothek wurde am 29. Oktober 1829 meistbietend verkauft, wozu ein Versteigerungskatalog erstellt wurde.

## Schriften (Auswahl)
- De phthisi et synizesi pupillae. Inauguraldissertation Jena 13. August 1801. Digitalisat.
- Diss. anat. chirur. disquisitiones de perforatione membranae tympani, praecipue de vera hujus operationis indicatione, exhibens. Jena 1809
- Progr. de strumae extirpatione per ligaturam. Jena 1810
- Catalogus praelectionum, publice privatimque in Academia Jenensi per hiemem anni cIɔICCCXI inde a die XIV Octobris habendarum. Jena 1811
- Programma Historiae anatomicae prolapsus nativi vesicae urinariae inversae in corpore femineo observati. Part I. Jena 1810, (Dekanatsprogramm zur Promotion von Christian Wilhelm Albert Schröder (Coburg))
- Progr. Historiae anatom. prolapsus vosic. urinar. inversae in copore femino observati. Part II 1812, (Dekanatsprogramm zur Promotion von Johann Christian Friedrich August Kerst (Ohrdruff))
- Progr. Historiae anatom. prolapsus vosic. urinar. inversae in copore femino observati. Part III 1814, (Dekanatsprogramm zur Promotion von Carl Christoph Filtzer (Sangerhausen))
- Progr. Historiae anatom. prolapsus vosic. urinar. inversae in copore femino observati. Part IV. 1814 (Dekanatsprogramm zur Promotion von Albert Richard Constantin Spindler)
- Progr. Historiae anatom. prolapsus vosic. urinar. inversae in copore femino observati. Part V. 1822 (Dekanatsprogramm zur Promotion von Ernst Eduard Kummer und Wilhelm Gustav Hebenstreit)
- Progr. Historiae anatom. prolapsus vosic. urinar. inversae in copore femino observati. Part VI. 1822 (Dekanatsprogramm zur Promotion von August Ernst Schuster (* 13. April 1799 in  Ölsnitz) und Albert Richard Constantin Spindler (* 23. März 1798 in Eisenberg)[3], Digitalisat)
- Progr. Historiae anatom. prolapsus vosic. urinar. inversae in copore femino observati. Part VII. Jena 1824 (Dekanatsprogramm zur Promotion von Otto Schuderhoff (* 1. April 1782 in Altenburg) und Johann Ernst Zeising (* 1798 in Brehna), Digitalisat)

## Weblink
- Werke von und über Johann Friedrich Fuchs in der Deutschen Digitalen Bibliothek